# Thomomys idahoensis
O Thomomys idahoensis é uma espécie de roedor da família Geomyidae. Ele é bem pequeno, com um crânio de construção leve. A cor de sua pelagem varia ao longo do corpo e entre os indivíduos. Encontrado no oeste dos Estados Unidos, ele habita savanas, arbustos e campos. Os indivíduos vivem sozinhos em tocas, permanecendo ativos durante todo o ano. Muitos aspectos de seu comportamento e biologia não são bem compreendidos. A espécie é classificada como pouco preocupante pela União Internacional para a Conservação da Natureza.

## Taxonomia
Thomomys idahoensis foi descrito pela primeira vez por Clinton Hart Merriam em 1901. A localidade-tipo foi dada como Birch Creek [en], Idaho, e o espécime-tipo foi um macho coletado em 1890. Não tem sinônimos recentes, embora duas de suas subespécies (T. i. idahoensis e T. i. pygmaeus) tenham sido consideradas subespécies do Thomomys talpoides [en]. Pertence ao gênero Thomomys, que se distribui por todo o oeste da América do Norte. Esse gênero faz parte da família Geomyidae.

### Subespécies
São reconhecidas três subespécies:
- T. i. idahoensis (Merriam, 1901) - alta variação de tamanho e coloração em diferentes populações dentro da subespécie, encontrada no leste de Idaho e em partes próximas de Montana. As maiores são encontradas na planície do rio Snake.[4][3]

- T. i. pygmaeus (Merriam, 1901) - pequeno e marrom-escuro, encontrado no sudoeste de Wyoming, sudoeste de Idaho e norte de Utah.[4][3] É a única subespécie encontrada em Utah.[6]

- T. i. confinus (Davis, 1937) - encontrado no oeste de Montana.[3][7]

## Descrição
O tamanho, o peso e o comprimento da pata traseira do Thomomys idahoensis são variáveis, embora normalmente não ultrapassem 150 milímetros, 90 gramas e 26 milímetros para cada um, respectivamente. A cor do dorso varia de marrom-amarelado com pelos de ponta marrom-escura a marrom-acinzentado ou totalmente marrom-escuro, bastante uniforme no geral. A maioria é cinza-escuro ao redor do nariz. A área ventral é cinza-claro e geralmente misturada com amarelo e marrom-amarelado. Os pés têm aparência esbranquiçada, com a cor da cauda variando entre os espécimes. É mais pálido no inverno do que no verão.
O crânio do esquilo é pequeno e de construção leve, com incisivos finos e não procumbentes (inclinados em direção aos lábios). Seu báculo (um osso presente no pênis de muitos mamíferos) é bastante longo, de 17,8 a 23,4 milímetros, e as partes timpânicas do osso temporal (estruturas ósseas na parte posterior do crânio) são grandes. Tem 56 ou 58 cromossomos (a diferença se deve à translocação Robertsoniana, uma condição em que um cromossomo se liga a outro). As orelhas são pequenas.

## Distribuição e habitat
O Thomomys idahoensis é encontrado no oeste dos Estados Unidos, desde o centro de Idaho até as partes sul e oeste de Montana. Existe uma população separada no sudoeste de Wyoming, no sudeste de Idaho e no nordeste de Utah. Ele vive em habitats de savana, arbustos e campos.

## Comportamento e ecologia
Os indivíduos vivem em tocas, com cada esquilo criando e vivendo em sua própria toca. Eles permanecem ativos durante todo o ano e armazenam o solo escavado em suas tocas, que permanece após o derretimento da neve. Em certas áreas, é simpátrico ao Thomomys talpoides, com o qual não se cruza. A primeira espécie prefere solos mais rasos e rochosos, enquanto a segunda prefere solos mais profundos e com menos rochas.
Não se sabe o que o Thomomys idahoensis come, embora as espécies relacionadas consumam partes de plantas da vegetação abaixo e acima do nível do solo, principalmente gramíneas.

## Reprodução e ciclo de vida
Pouco se sabe sobre a história de vida dessa espécie, sem dados conhecidos sobre a época de reprodução e o tamanho da ninhada. É provável que se reproduza na primavera, depois que a neve derreteu. É provavelmente semelhante ao Thomomys talpoides no que diz respeito ao comportamento reprodutivo: a última espécie tem uma gestação de 19 a 20 dias e gera entre quatro e sete filhotes. Sua expectativa de vida também é desconhecida, embora eles geralmente vivam menos de dois anos.

## Conservação
Não se tem conhecimento da existência dessa espécie em áreas de proteção ou em cativeiro. Ela é protegida pelo estado americano de Montana. A IUCN a avaliou como sendo pouco preocupante, pois não há ameaças importantes, ela tem uma grande área de distribuição e sua população não está diminuindo rápido o suficiente para justificar uma listagem mais ameaçada (embora a tendência da população seja desconhecida). Ela está listada no Plano de Ação para a Vida Selvagem de Utah como uma espécie que precisa muito de conservação.